# Eliza Doolittle (EP)
Eliza Doolittle è l'EP di debutto della cantante pop inglese omonima, pubblicato dall'etichetta discografica Parlophone come CD e download digitale il 29 novembre 2009.

## Tracce
1. Rollerblades (Eliza Doolittle, Jonny Sharp, Craigie Dodds) – 3:06
2. Moneybox (Eliza Doolittle, Matthew Prime, Tim Woodcock) – 3:00
3. Police Car (Eliza Doolittle, Craigie Dodds) – 3:21
4. Go Home (Eliza Doolittle, Phil Thornalley, Mads Hauge) – 2:59

## Classifiche
| Classifica (2010) | Posizione massima |
| ----------------- | ----------------- |
| Regno Unito       | 196               |

## Pubblicazione
| Paese       | Data             | Formati           | Etichetta  |
| ----------- | ---------------- | ----------------- | ---------- |
| Regno Unito | 29 novembre 2009 | Download digitale | Parlophone |
| Regno Unito | 29 novembre 2009 | CD                | Parlophone |